# Minoru Suganuma
Minoru Suganuma (født 16. maj 1985) er en japansk fodboldspiller.
Han har spillet for flere forskellige klubber i sin karriere, herunder Kashiwa Reysol, Vitória, Ehime FC, Júbilo Iwata og Sagan Tosu.